# یون‌وو (خواننده)
یون‌وو (به انگلیسی: Eunwoo) با نام اصلی جونگ یون-وو (به انگلیسی: Jung Eun-woo) (زاده ۱ ژوئیهٔ ۱۹۹۸) خواننده سابق اهل کره جنوبی است.